# Sarcoramphus
Sarcoramphus es un género de aves de la familia de los catártidos o buitres del nuevo mundo. Está integrado por varias especies extintas y una viviente, la cual es denominada comúnmente cóndor real, jote real, urubú rey, rey zamuro o zopilote rey. Actualmente el género posee una amplia distribución desde México hasta el centro-norte de la Argentina.

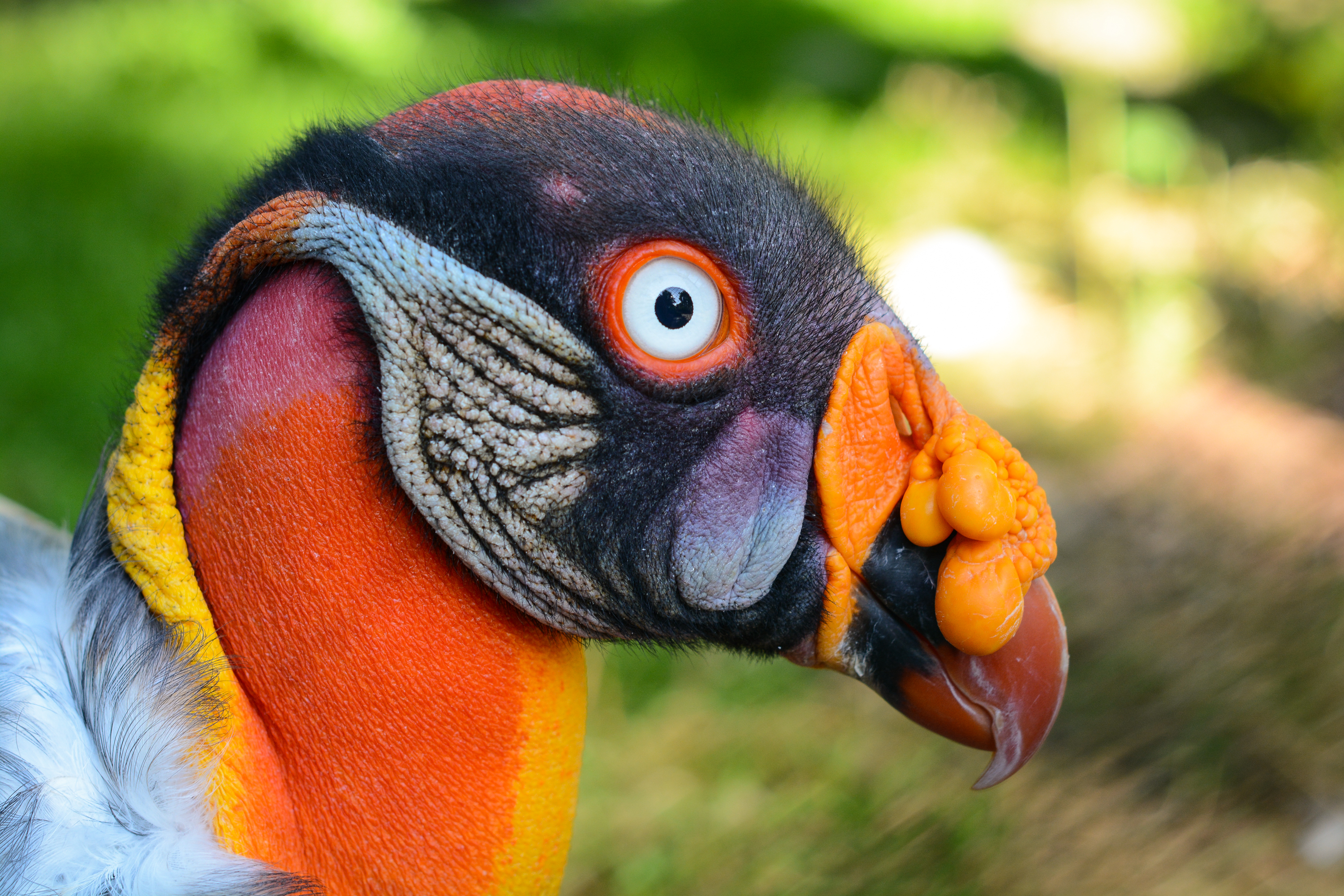
Detalle de la cabeza de un ejemplar adulto de zopilote rey (Sarcoramphus papa).

## Taxonomía
Este género fue descrito originalmente en el año 1805 por el zoólogo y naturalista francés André Marie Constant Duméril para incluir en él a su especie tipo, Vultur papa (hoy denominada Sarcoramphus papa), la cual había sido descrita en 1758 por el científico, naturalista, botánico y zoólogo sueco Carlos Linneo, ya que este último la había incluido en el género del cóndor andino (Vultur).
Etimología
Etimológicamente, el término genérico Sarcoramphus es un compuesto creado a partir de dos palabras del idioma griego, formándose al unir sarx (σάρξ —que combinada es σαρκο—) que significa ‘carne’ y rhamphos (ῥάμφος) que es la palabra con que se identifica al ‘pico aguileño’. El nombre es a menudo mal escrito como Sarcorhamphus.
Consideraciones taxonómicas y sistemáticas
Morfológicamente, el género más relacionado es Vultur, conocido por el del cóndor andino (Vultur), lo que llevó a S. F. Baird, T. M. Brewer y R. Rudgway en el año 1874 a incluirlos en uno de los dos grupos naturales en los que dividió a los catártidos vivientes, agrupando en el otro a los restantes 3 géneros, grupos a los que E. Coues en 1903 reunió en sendas subfamilias, si bien esta subdivisión no fue seguida por los autores posteriores, al considerarla innecesaria. Se ha postulado que el linaje Sarcoramphus se escindió del de Vultur hace alrededor de 5 millones de años.

## Subdivisión, distribución y hábitat
Este género desarrolló una dieta especializada en carroña. Se compone de varias especies extintas y solo una aún viviente.
- Sarcoramphus papa (Linnaeus, 1758)
- Sarcoramphus fisheri † Campbell, 1943
- Sarcoramphus kernense † Miller, 1931
- Sarcoramphus sacer † (Zimmermann, 1793) (=S. sacra)

### Sarcoramphus kernense
Sarcoramphus kernense fue descrito por Loye H. Miller en el año 1931, sobre la base de un húmero distal quebrado, de forma similar al de S. papa pero de mayor robustez y longitud, exhumado en el río Kern, en el condado homónimo, California (sudoeste de Estados Unidos), siendo hallado en estratos adscriptos al Piacenziense (Plioceno tardío temprano, de una edad entre 3,5 y 2,5 millones de años. Como el material está incompleto, se ha discutido su asignación genérica, ya que entre los distintos géneros de catártidos, en esa región del húmero las diferencias son pequeños; además, el patrón de su parte distal está interrumpido por una fractura que destruye parte de sus rasgos.

### Sarcoramphus fisheri
Sarcoramphus fisheri es un catártido también asignado a este género. Fue descrito por Kenneth E. Campbell, Jr. en el año 1943, sobre la base de un tibiotarso derecho distal, una ulna derecha distal y un radio izquierdo proximal, los que correspondían a una especie más grande que la viviente S. papa, siendo intermedios con los del cóndor andino. Fueron exhumados de estratos conformados por filtraciones de alquitrán depositadas en el Pleistoceno tardío cerca de la localidad de Talara, departamento de Piura, en el noroeste del Perú. El material es escaso por lo que la asignación genérica fue discutida.

### Sarcoramphus papa
Sarcoramphus papa es la única especie viviente de Sarcoramphus. Es un ave solitaria, la cual habita en bosques y selvas tropicales y subtropicales donde se alimenta exclusivamente de carroña. Habita en ambientes selváticos, en bosques húmedos o caducifolios y humedales subtropicales y tropicales en las regiones cálidas de América Latina, desde México hasta el centro de la Argentina, alcanzando por el sur las provincias de: Buenos Aires (en el delta del Paraná), Córdoba (en el sector noroeste) y San Juan (en el este).

### Sarcoramphus sacer

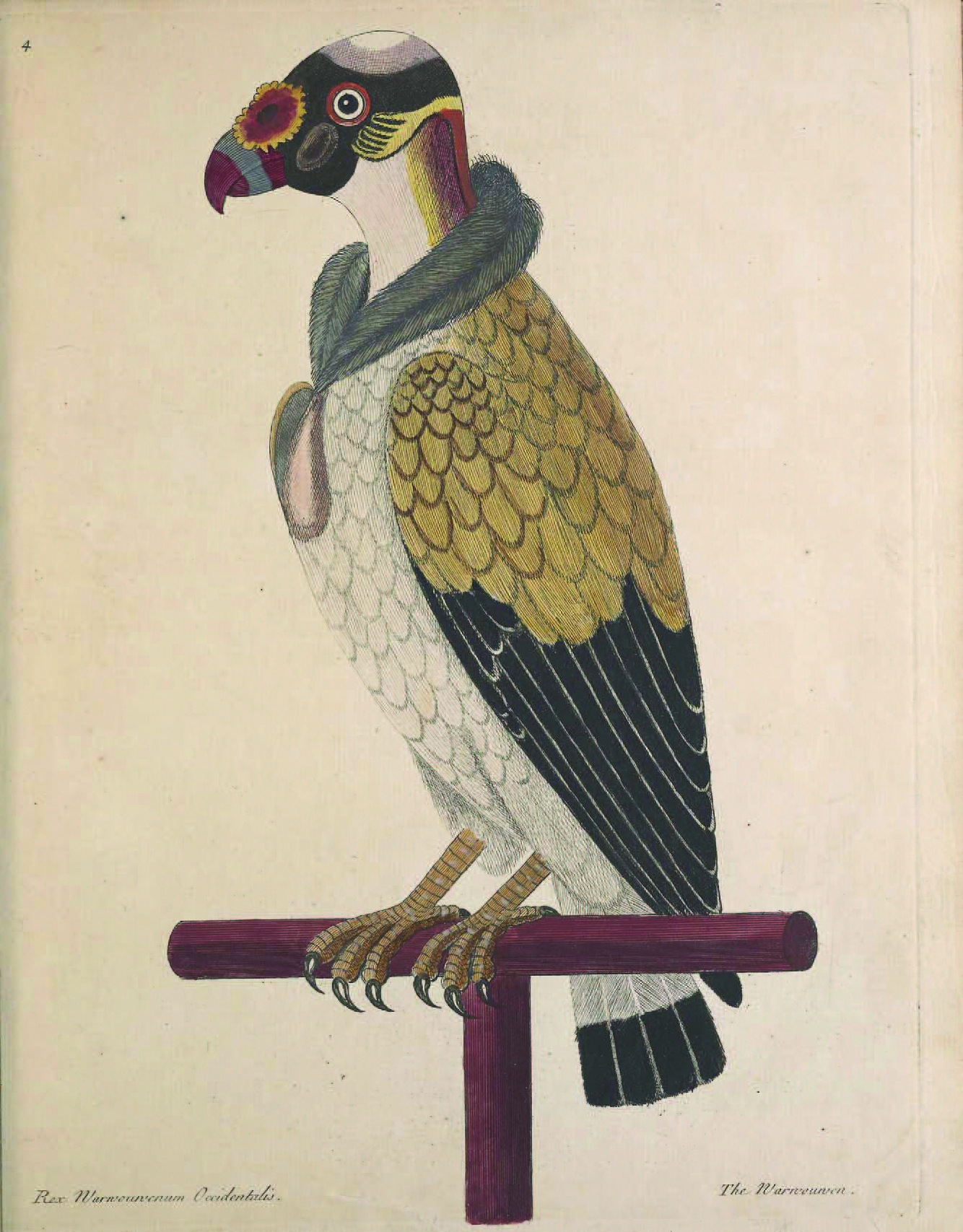
Zopilote pintado (Sarcoramphus sacer) según la acuarela de Eleazar Albin realizada en el año 1734.

Sarcoramphus sacer (= Sarcoramphus sacra) es otra de las especies asignadas al género. Su real existencia fue largamente discutida, considerándose actualmente que posiblemente haya sido una especie válida, aunque ya totalmente extinguida.
Fue descrito en el año 1793 por el zoólogo, geógrafo y filósofo alemán Eberhard August Wilhelm von Zimmermann sobre la base de los registros del botánico y naturalista estadounidense William Bartram y el relato de los viajes que realizó este último a lo largo del río St. John, sobre el lago George, en Florida (sudeste de Estados Unidos). William Bartram lo llamó “buitre pintado” (Vultur sacra) e indica que lo observó tanto en la expedición de 1765-1766 como nuevamente en la de 1773. La descripción que realizó del animal se asemeja bastante con la de Sarcoramphus papa, diferenciándose especialmente en la coloración de las plumas de la cola, blanca con la punta de color marrón oscuro o negra en el ave de Bartyram, siendo uniformemente marrón oscura a negra en todas las edades y en ambos sexos en S. papa. Con la excepción de esta ave, todas las demás especies que describió por primera vez en aquella publicación son hoy bien conocidas y más o menos comunes en la región.
El ornitólogo estadounidense John Cassin afirmó en 1859: 

‘‘Información reciente indica que es probable que esta especie, u otro buitre diferente a los conocidos, se encuentra sobre el lago Okeechobee, en el sur de Florida, donde se lo llama zopilote rey’’.

Si bien Bartram señaló que esta rapaz era relativamente común (incluso llegó a cazar un ejemplar), ornitólogos que visitaron la región posteriormente no lograron dar con la enigmática ave, por lo cual, comenzó a ponerse en duda la existencia misma de la especie, argumentándose que o pudo ser una confusión con el caracara norteño (Caracara cheriway) –común en la región en esa época pero ausente en el relato de Bartram-, o una descripción mal realizada de S. papa, o el intento de corporizar un ave mítica mezclando características de varias especies, etc. El más crítico resultó ser el ornitólogo estadounidense Joel Asaph Allen. 
También se postuló que el blanco caudal en el ave de Florida podría originarse en un albinismo parcial de un ejemplar de S. papa, o hasta ser considerado solo como una subespecie de esta última especie.
Otros, como Francis Harper, acotaron que Bartram pudo haber empleado su memoria para completar la información sobre las características y hábitos de las especies, confundiendo de este modo los de S. sacer con los de otras rapaces, o pusieron el foco en aspectos relativos a la conservación del taxón, indicando que tal vez el buitre que describió Bartram representaría un población en fase de extinción, con números cada vez más pequeños, por lo cual no sería raro que a los viajeros se les haya pasado por alto hasta que finalmente terminó por extinguirse.
Exceptuando William Lee McAtee, la mayoría de los ornitólogos del siglo XX se mostraron reacios a aceptar al ave de Bartram, tanto como S. sacer como S. papa, en este último caso discrepando por la variación en el color de la cola. 
En el año 2013, nuevos argumentos a favor de la real existencia pasada del zopilote de Bartram fueron presentados por los ornitólogos Noel F. R. Snyder y Joel T. Fry.
Una pintura y descripción de un buitre que vive en cautividad en Londres (de origen geográfico incierto) realizada por el naturalista e ilustrador acuarelista inglés Eleazar Albin en el año 1734, concuerda notablemente con la descripción de S. sacer, incluyendo el color de la cola; únicamente se observan pequeñas diferencias en el color de partes blandas y en la cola, explicables como parte de una normal variación intraespecífica. No hay evidencia alguna que haga sospechar que Bartram sabía algo sobre el ave pintada por Albin, por lo que esta proporciona apoyo bastante determinante para aceptar la validez de S. sacer, proponiéndose que sea tratado como un residente histórico del norte de Florida y probablemente de otras regiones adyacentes, y extinguido a principios del siglo XIX.
Otros argumentos presentados incluyen la descripción de un "águila blanca" -que se relaciona estrechamente con la del buitre de Bartram- hecha en el año 1758 por Le Page du Pratz en su ‘‘Histoire de la Louisiane’’.
En un retrato que el propio Bartram dibujó del guerrero solitario o Rey de los Seminolas Mico Chlucco, se observa la cala en abanico posiblemente hecha de las plumas de este zopilote. Más sugerente es la evidencia proporcionada por el mango en forma de pájaro de un tazón prehistórico colectado en el estado de Alabama, el cual muestra una forma del pico claramente de rapaz junto con una proyección en la frente que podría ser una representación de las orejeras del buitre pintado.
También refutaron, presentando argumentos, las críticas a la fiabilidad de Bartram, demostrando que no escribió de memoria ya que utilizó sus notas de campo; además, hicieron hincapié en el hecho que el período de 60 años que transcurrió entre las observaciones en terreno de Bartram y la siguiente expedición ornitológica que exploró la zona, fue demasiado tiempo para una especie que ya contaría con muy escasos efectivos y que se aproximaba a la extinción.
Snyder y Fry concluyeron que el buitre de Bartram fue una subespecie de cola pálida distinta a la del fenotípico típico y muy extendido de zopilote rey o, más probablemente, una especie separada, a la que indicaron que se deberá llamar Sarcoramphus sacer, no S. sacra ya que el nombre del género es gramaticalmente masculino.
En el año 2015, al estudiar la nomenclatura de Sarcoramphus, Jirí Mlíkovský aún mantiene dudas sobre la validez de S. sacer. En ese mismo año Joel T. Fry continuó postulando la validez del taxón.